# Bob Peck
Bob Peck (Leeds, 23 de agosto de 1945-Londres, 4 de abril de 1999) fue un actor británico, principalmente conocido por interpretar al cazador Robert Muldoon en la película de Steven Spielberg Parque Jurásico.

## Biografía
Bob Peck nació en Leeds, en el norte de Inglaterra, en una familia de clase obrera el 23 de agosto de 1945. Cuando era joven asistió a la Leeds Modern School y luego se graduó en la Leeds College of Art antes de comenzar a actuar en el escenario profesionalmente. 
Así Peck actuó para la Royal Shakespeare Company y el National Theatre junto con actores como Ian McKellen. Más tarde también protagonizó más de 20 dramas televisivos. En Gran Bretaña fue conocido por su papel en la serie de televisión de 1985, Edge of Darknesss (1985), por el que recibió dos premios, y a nivel internacional, dejó su huella protagonizando a Robert Muldoon, un guardabosques en la película famosa y taquillera Parque Jurásico (1993) de Steven Spielberg. 
Durante todo ese tiempo Peck fue conocido como un actor muy adaptable y se ganó de esa manera el respeto de sus colegas. El mismísimo actor Sir Ian McKellen ha acreditado a Peck como el actor de quien él más ha aprendido.

### Fallecimiento
Peck murió de cáncer el 4 de abril de 1999 en Londres a la edad de 53 años, tras haber luchado contra dicha enfermedad por varios años. Le sobreviven su esposa Jill y sus hijos Hannah, George y Milly. Fue incinerado y las cenizas entregadas a su familia.

## Filmografía (selección)

### Películas
| Año  | Título                    | Título original      | Personaje            | Notas                  |
| ---- | ------------------------- | -------------------- | -------------------- | ---------------------- |
| 1975 | El cobarde heroico        | Royal Flash          | Inspector de policía |                        |
| 1989 | La furia del viento       | Slipstream           | Byron                |                        |
| 1992 | Un gesto descortés        | An Ungentlemanly Act | Mayor Mike Norman    | Película de televisión |
| 1993 | Parque Jurásico           | Jurassic Park        | Robert Muldoon       |                        |
| 1997 | La guerra del opio        | The Opium War        | Denton               |                        |
| 1998 | La mordaza de la chismosa | The Scold's Bridle   | Sargento Cooper      |                        |

### Series
| Año  | Título           | Título original  | Personaje        | Notas                   |
| ---- | ---------------- | ---------------- | ---------------- | ----------------------- |
| 1985 | Edge of Darkness | Edge of Darkness | Ronald Craven    | 6 episodios; Miniserie  |
| 1987 | The Storyteller  | The Storyteller  | Soldado          | 13 episodios; Miniserie |
| 1990 | Centrepoint      | Centrepoint      | Armstrong        | 4 episodios; Miniserie  |
| 1994 | Hard Times       | Hard Times       | Thomas Gradgrind | 4 episodios; Miniserie  |